# Sozialdemokratie
Sozialdemokratie ist eine in der zweiten Hälfte des 19. Jahrhunderts entstandene politische Bewegung und politische Ideologie der Linken. Die Sozialdemokratie setzt sich nach ihrem heutigen Selbstverständnis mit demokratischen und sozial- bzw. wohlfahrtsstaatlichen Mitteln für eine sozial gerechte Gesellschaft ein. Bis Anfang der 1960er Jahre gehörte die teilweise Verstaatlichung der Produktionsmittel zu den allgemein anerkannten Zielen der sozialdemokratischen Bewegung in Westdeutschland – ein Ziel, das dort mit dem Godesberger Programm der SPD 1959 weitgehend aufgegeben wurde.

## Politischer Standort
Die ursprünglich revolutionär-sozialistische Sozialdemokratie unterschied sich ab Beginn des 20. Jahrhunderts von kommunistischen Bewegungen zunehmend dadurch, dass sie die sozialen Probleme nicht durch eine Revolution der Arbeiterklasse, sondern durch demokratische Reformen zu lösen versuchte. Entsprechende in Deutschland insbesondere von Eduard Bernstein ab den späten 1890er Jahren vertretene Thesen (vgl. Revisionismustheorie) setzten sich nach und nach in der Sozialdemokratie gegen die zunächst noch revolutionär gesinnte Mehrheit bis spätestens nach dem Ersten Weltkrieg durch. 
Dies führte zu Spaltungen in der Sozialdemokratie, die 1919 die Gründung der revolutionären KPD zur Folge hatten. Dabei steht die Sozialdemokratie in einigen Ländern dem Linksliberalismus nahe, der allerdings nicht dem Staat – wie die Sozialdemokratie – die entscheidende Rolle bei der Lösung politischer Probleme zuweist. In ihrer Anfangszeit orientierte sich die Sozialdemokratie auch stärker an gesellschaftlichen Klassenstrukturen, insbesondere an der damaligen Arbeiterklasse. 
Von Kommunisten wurde der Sozialdemokratie wegen des Verzichts auf die Revolution, ihrer parlamentarisch-demokratischen Ausrichtung, der Kompromissbildung mit den bürgerlichen Schichten und Parteien und der zeitweiligen Zusammenarbeit mit konterrevolutionären oder auch rechtsextremistischen Militärs (beispielsweise bei der gewaltsamen Niederschlagung des Spartakusaufstandes 1919 in Deutschland) immer wieder „Verrat“ an der Arbeiterklasse vorgeworfen. Andererseits wurde die Sozialdemokratie von rechts stehenden Kreisen oft mit den Kommunisten gleichgesetzt, ihre pluralistisch-demokratische Ausrichtung als Tarnung diffamiert.

### Politische Kernausrichtung
Die deutsche Sozialdemokratie orientiert sich laut ihres Grundsatzprogramms an einem humanistischen Menschenbild. Weiter strebt sie grundsätzlich einen gesellschaftlichen Wandel hin zu einer solidarischen sozialistischen und pluralistischen Gesellschaft an, in der jeder Mensch gleiche Chancen und ein gleiches Maß an politischer Freiheit und Wohlfahrt genießt. Wesentliche sozialdemokratische Theoretiker, so z. B. Karl Kautsky, sahen dieses Gesellschaftsbild als Utopie an, womit sich innerhalb der sozialdemokratisch geprägten Organisationen zunehmend der Gedanke vom Weg als Ziel durchsetzte.

### Staatsbild
Auch wenn das Staatsbild der Sozialdemokraten erheblichen Veränderungen unterlag und unterliegt, so lässt sich heute sagen, dass die Sozialdemokraten im Staat den Hauptgaranten für soziale Gerechtigkeit und Solidarität sehen. Nach deutscher Ansicht hat er die Aufgabe, die Wurzeln von sozialer Ungleichheit zu beseitigen, während skandinavische Sozialdemokraten im Hinblick auf einen Wohlfahrtsstaat für alle bewusst eine materielle Umverteilung anstreben. Angelsächsische Sozialdemokraten wiederum sehen die Aufgabe des Staates vor allem darin, die Wirtschaft anzuleiten, die Fürsorge für ihre Arbeiter zu übernehmen.

## Internationalismus
Die Sozialdemokratie sah sich von Anfang an nicht an eine einzige Nation gebunden, sondern hatte stets den Anspruch, eine internationale Bewegung zu sein. Die Sozialistische Internationale (SI) ist der weltweite Zusammenschluss von sozialistischen und sozialdemokratischen politischen Parteien und Organisationen (vgl. auch Arbeiterpartei). Insgesamt gehören ihr 168 Parteien und Organisationen an. Die Organisation hat ihre Wurzeln in der von Karl Marx angeregten Internationalen Arbeiterassoziation (IAA), die am 28. September 1864 gegründet wurde und 1876 zerbrach.
Die neue Sozialistische Internationale, die die Tradition der heute bestehenden SI begründete, wurde am 20. Juli 1889 in Paris als Zweite Internationale gegründet. In ihren frühen Jahren setzte sich die SI vor allem gegen den sich mit einer imperialistischen Kolonialpolitik verschärfenden Nationalismus und die Aufrüstungspolitik in den Staaten Europas des beginnenden 20. Jahrhunderts sowie für die Stärkung der Arbeiterbewegung weltweit ein. Mit der Auslösung des Ersten Weltkriegs brach die Internationale 1914 auseinander. Die deutsche SPD, die österreichische SDAP, die britische Labour Party u. a. nahmen mehrheitlich die politischen Positionen ihrer jeweiligen nationalen Regierung an (vgl. Burgfriedenspolitik).
In der heutigen Zeit besteht die SI aus einer heterogenen Sammlung von Parteien und Bewegungen, schwerpunktmäßig aus Europa und Lateinamerika, die aufgrund ihrer Herkunft und ihres Werdeganges oft unterschiedliche Auffassungen haben. So finden sich auf der einen Seite ehemalige Befreiungsbewegungen wie der African National Congress, die Sandinistas oder der Farabundo Martí, und auf der anderen Seite Parteien wie New Labour, die traditionellen, aber modernisierten Parteien wie die deutschen und österreichischen Sozialdemokraten, die französische Parti Socialiste, Spaniens PSOE, Italiens Democratici di Sinistra und die schwedische Socialdemokraterna. Hinzu kommen postkommunistische Parteien, die nach dem Ende des Kalten Kriegs einen demokratischsozialistischen Weg eingeschlagen haben.

## Deutschland

### Geschichte der deutschen Sozialdemokratie
Die Sozialdemokratie in Deutschland hatte ihre Anfänge in der gescheiterten Märzrevolution von 1848. Zu dieser Zeit entstanden die ersten Arbeitervereine, die jedoch noch keine nachhaltige politische Wirkung erzielen konnten und 1854 verboten wurden. 1863 gründete Ferdinand Lassalle in Leipzig den Allgemeinen Deutschen Arbeiterverein (ADAV). 1869 wurde die am Marxismus orientierte Sozialdemokratische Arbeiterpartei Deutschlands (SDAP) in Eisenach durch August Bebel und Wilhelm Liebknecht gegründet, die sich 1875 mit dem ADAV zur Sozialistischen Arbeiterpartei Deutschlands (SAP) zusammenschloss. Die SAP benannte sich 1890 – nach der Aufhebung der zwölf Jahre bestehenden Sozialistengesetze – in Sozialdemokratische Partei Deutschlands (SPD) um. Trotz der Bekämpfung der Sozialdemokratie durch Reichskanzler Otto von Bismarck, zum Beispiel mit den Sozialistengesetzen, durch die zwischen 1878 und 1890 sozialdemokratische Aktivitäten außerhalb des Reichstags verboten waren, wurde sie bis 1912 zur stärksten politischen Kraft in Deutschland. In dieser Zeit war die sozialdemokratische Bewegung mit dem Sozialismus gleichzusetzen, der aus ihr entstanden war. Die Sozialdemokratie fand als Begriff und als Ideologie auch zunehmend in der englischen Arbeiter-Partei und der französischen Arbeiter-Partei Anhänger. Die SPD unterstützte mit der Burgfriedenspolitik die Kriegsanstrengung des Kaiserreiches. Viele Sozialdemokraten sahen dabei in der Kriegswirtschaft einen Schritt in Richtung Sozialismus. Am 4. August 1914 stimmte die SPD-Fraktion geschlossen für die Kriegskredite, die dem Kaiserreich nach dessen Kriegserklärung an Russland vom 2. August die totale Mobilmachung ermöglichten. Am 2. Dezember 1914 stimmte als einziger Sozialdemokrat Karl Liebknecht gegen die erste Verlängerung der Kriegskredite.
Im Zuge von Kriegsniederlage und Novemberrevolution kam die SPD 1918 an die Macht. Ihr linker Flügel hatte sich während des Krieges aus Protest gegen die Burgfriedenspolitik der Mutterpartei, als USPD (Unabhängige SPD) von der SPD abgespalten. Als es im Zuge der Novemberrevolution Ende 1918/Anfang 1919 zur Gründung der Kommunistischen Partei Deutschlands (KPD) kam, hatte sich die deutsche Sozialdemokratie endgültig in zwei verschiedene Parteien gespalten: Eine reformorientierte SPD und eine revolutionär-sozialistische bzw. kommunistische Partei. Hierbei war die kommunistische Bewegung, ebenfalls aus der sozialdemokratischen Bewegung hervorgegangen, nun der radikale Gegenpol zu eher gemäßigt orientierten SPD. Auch in anderen Staaten war es nach der Oktoberrevolution von 1917 in Russland, bei der Kommunisten die Macht erobert hatten, zu kommunistischen Abspaltungen von der Sozialdemokratie in Form kommunistischer Parteien gekommen. Während der Weimarer Republik war die SPD größte demokratische staatstragende Partei. Der große revolutionäre Flügel der USPD fusionierte 1920 mit der KPD (vgl. VKPD). Ein weiterer Teil der USPD kehrte bis 1922 zur SPD zurück. Der verbliebene Rest der USPD bildete bis zur Auflösung in der 1931 neu gegründeten SDAP lediglich eine Splitterpartei und kann als separierter Teil der sozialdemokratischen Bewegung angesehen werden.
Die SPD-Fraktion lehnte als einzige Reichstagsfraktion trotz massiver Drohungen der Nationalsozialisten das Ermächtigungsgesetz vom 24. März 1933 ab. Die kommunistischen Abgeordneten waren entweder schon inhaftiert oder abwesend. Die SPD wurde im Juni 1933 von den Nationalsozialisten verboten. Die anderen Parteien lösten sich entweder selbst auf, oder wurden zerschlagen, so auch die KPD. Viele ihrer Mitglieder und Anhänger wurden verhaftet, in Konzentrationslagern interniert oder gingen ins Exil. Die im Lande Verbliebenen bekämpften die nationalsozialistische Diktatur aus dem Untergrund.
Nach dem Krieg übernahm die SPD in der Bundesrepublik Deutschland zunächst die Oppositionsrolle, ab 1966 auch Regierungsverantwortung, zunächst in einer großen Koalition mit der CDU/CSU und ab 1969 zuerst unter Bundeskanzler Willy Brandt, seit 1974 unter Helmut Schmidt, in einer sozialliberalen Koalition. In dieser Zeit kam es zur völligen Abkehr von kommunistischen Idealen und zur Ablehnung des real existierenden Sozialismus in der DDR. In der Sowjetischen Besatzungszone, der späteren DDR, war es 1946 zur Zwangsvereinigung der SPD mit der KPD zur Sozialistischen Einheitspartei Deutschlands (SED) gekommen, die in der DDR bis 1989 zur regierenden Staatspartei wurde. 1998 erlangten die reformierten Sozialdemokraten (Neue Mitte) gemeinsam mit einer ebenfalls sozialdemokratischen Zügen unterworfenen Grünen Partei die Mehrheit im Bundestag und wählten Gerhard Schröder zum siebten deutschen Bundeskanzler.

### Gegenwart

Aktuelles Logo der Sozialdemokratischen Partei Deutschlands

Heute gilt nach eigenem Anspruch und nach dem politischen Sprachgebrauch die SPD als Verkörperung der Sozialdemokratie in Deutschland. Sie bekennt sich nach ihrem Grundsatzprogramm nach wie vor zum Demokratischen Sozialismus.
Das Bekenntnis zur Marktwirtschaft gilt für die SPD erst seit der im Godesberger Programm vollzogenen Abkehr vom Marxismus. Dadurch öffnete sich die SPD für neue Wählergruppen und sprach als Volkspartei breite Schichten der Bevölkerung an. Hinzu kommt, dass sich die soziale Lage der Arbeiterschaft in der Bundesrepublik Deutschland über die Jahrzehnte wesentlich verbessert hat („Wirtschaftswunder“). Insbesondere die von der SPD forcierte Bildungsexpansion der siebziger Jahre hat dazu geführt, dass auch Arbeiterkinder zu höheren Bildungsabschlüssen kommen. Der soziale Aufstieg weiter Teile der Arbeiterschaft verstärkt den Trend, dass Wählerschaft und Parteibasis der SPD zunehmend auch aus der Mittelschicht stammen. Aufgrund der zunehmenden Auflösung traditionell sozialdemokratischer Facharbeitermilieus befindet sich die SPD zurzeit in einer programmatischen und personellen Umbruchphase (Neue Mitte).
Die 2003 begonnene Politik der sogenannten „Agenda 2010“ war für die SPD mit einem erheblichen Identitätsverlust verbunden, in der Folge unterlag sie bei mehreren Landtags- und auch den Bundestagswahlen, viele Mitglieder traten aus der Partei aus. Von der Politik ihrer Partei enttäuschte Sozialdemokraten schlossen sich einer Anfang 2005 neu gegründeten Partei, der WASG an, die 2007 größtenteils in der Partei Die Linke aufging. Andere Teile gründeten die Partei Soziale Alternative für Gerechtigkeit (SAG) und die Berliner Alternative für Solidarität und Gegenwehr (BASG). Die SPD geriet über die Bewertung und Weiterführung dieser Reformen in einen andauernden Streit.
Nach der Bundestagswahl 2009 schied die SPD nach 11 Jahren aus der Regierung aus und ging in die Opposition. Von 2013 bis 2017 war sie wieder Teil der Großen Koalition. Nachdem sich 2018 78,4 % der SPD-Mitglieder an der Abstimmung zum Koalitionsvertrag beteiligt haben und davon 66 % dem Koalitionsvertrag zugestimmt hatten, gehört die SPD erneut der Regierung an. Ende der 2010er Jahre gerät die deutsche Sozialdemokratie in schwere Turbulenzen und eine existenzbedrohende Krise. 2017 erlitt die SPD eine verheerende Wahlniederlage bei der Bundestagswahl, bei der bayerischen Landtagswahl 2018 wurde sie nur fünftstärkste Partei, 2017, 2018 und 2019 traten mit Sigmar Gabriel, Martin Schulz und Andrea Nahles jeweils glücklose Parteivorsitzende zurück. Als Ursachen sind vor allem parteiinterne Zerrissenheit, die Schwierigkeiten, sich in einer großen Koalition zu profilieren, der Umgang mit der Flüchtlingskrise und mangelnde Erfolge bei der Lösung sozialer Probleme (u. a. Mieten, Renten, Niedriglöhne) in Zeiten wirtschaftlicher Prosperität im Gespräch. Das desaströse Ergebnis bei der Europawahl am 26. Mai 2019, bei der die SPD mit 15,8 % erstmals bundesweit nur noch drittstärkste Partei wurde, verschärfte die Krise. Nach dem Rücktritt von Andrea Nahles im Juni 2019 stieß die SPD einen mehrmonatigen Prozess zur Findung der neuen paritätisch besetzten Doppelspitze an. Im Dezember 2019 wurden Saskia Esken und Norbert Walter-Borjans als neue Parteivorsitzende gewählt, was allgemein als Abstrafung des Partei-Establishments und deutlichen Linksruck gewertet wurde. Die SPD bekannte sich zur Abkehr von Hartz IV, zu mehr Investitionen und der Wiedereinführung der Vermögenssteuer. Am 10. August 2020 nominierten SPD-Parteivorstand und SPD-Präsidium einstimmig Olaf Scholz zum Bundeskanzlerkandidaten zur Bundestagswahl 2021. Bei der Bundestagswahl 2021 wurde die SPD mit 25,7 % der Zweitstimmen zum ersten Mal seit 2002 wieder stärkste Partei im Bundestag; am 8. Dezember 2021 wählte der Bundestag mit den Stimmen des ersten Ampel-Bündnisses (SPD, FDP, Bündnis 90/Die Grünen) auf Bundesebene Olaf Scholz zum neunten Bundeskanzler Deutschlands.

## Österreich

### Geschichte

Logo der Sozialdemokratischen Partei Österreichs

Die österreichische Sozialdemokratische Arbeiterpartei (SDAP) wurde 1888 gegründet und war bis in die 1930er Jahre von marxistischen Ansätzen geprägt. Innerhalb der Partei gab es zwei Flügel:
- der sozialdemokratische Flügel war der gemäßigtere linksliberale Flügel der SDAP und stand für einen Wohlfahrtsstaat, liberale Demokratie und für einen festgelegten Mindestlohn für die Arbeitnehmer.
- der austromarxistische Flügel war von revolutionären Ideen geprägt. Sein Spannungsverhältnis beschreibt Norbert Leser in seinem Buch „Zwischen Reformismus und Bolschewismus“, 1968; 2. Auflage. des zentralen Teiles 1985.

Nach dem Verbot 1934 der SDAP im austrofaschistischen „Ständestaat“ und der Zeit des Nationalsozialismus (1938–1945) wurde sie 1945 als Sozialistische Partei Österreichs (SPÖ) wieder gegründet.
Zu Beginn der zweiten Republik war sie bis Mitte der 1960er-Jahre Teil der großen Koalition mit der ÖVP. Im Jahr 1966 wurde die Partei durch die Olah-Affäre geschwächt, was zu internen Problemen, entscheidendem Stimmverlust bei der Nationalratswahl und zu einer Alleinregierung der ÖVP führte.
Ab 1970 stellte die SPÖ mit Duldung der FPÖ als alleinregierende Partei mit Bruno Kreisky den Bundeskanzler. Von 1971 bis 1983 hielt man sogar die absolute Mehrheit im Nationalrat inne. In dieser Zeit unter Kreisky wurde ein moderner Sozialstaat errichtet (Ära Kreisky), allerdings verlor man die Abstimmung über die Inbetriebnahme des Kernkraftwerk Zwentendorf.
Nach der Nationalratswahl 1983 trat Kreisky zurück, es folgte Fred Sinowatz an der Spitze der Partei. Die SPÖ blieb in der Regierung, jedoch musste man mit der FPÖ unter Norbert Steger in Koalition gehen, da man die absolute Mehrheit nicht mehr verteidigen konnte. 1986 wurde die Koalition von der SPÖ wegen Proteste gegen den neuen FPÖ-Chef Jörg Haider wieder aufgelöst. Es folgten wieder 13 Jahre Große Koalition, allerdings erstmals in der Zweiten Republik unter SPÖ-Führung des Kanzlers Franz Vranitzky. 1991 benannte man die Partei in Sozialdemokratische Partei Österreichs um, um sich den westeuropäischen Usancen entsprechend ein moderneres Profil zu geben. 1997 löste Viktor Klima Vranitzky als Kanzler sowie Parteivorsitzenden ab und führte die Koalition mit der ÖVP bis zum Jahre 2000 weiter. Zwischen 2000 und 2006 befand sich die SPÖ in Opposition, da die ÖVP zu einer Koalition mit der FPÖ bzw. nach 2005 mit dem BZÖ gewechselt hatte.

### Gegenwart
Die SPÖ lehnt seit 1998 im Gegensatz zu anderen sozialdemokratischen Parteien wieder den Wirtschafts- bzw. Neoliberalismus ab und sieht den Staat als Träger einer aktiven Wirtschaftspolitik. Die Bekämpfung der Arbeitslosigkeit und Erreichen von Vollbeschäftigung stellt das oberste Ziel der SPÖ dar.
Seit dem 1. Oktober 2006 ist sie nach vier Jahren wieder stärkste Fraktion im Parlament geworden, verlor diese Position allerdings nach der Nationalratswahl 2017 an die ÖVP.  Außerdem hatte sie bei dieser Nationalratswahl die Wählergunst der Arbeiter wieder zurückerobert.
Eine der Forderungen der Sozialdemokraten ist zum Beispiel eine Bedarfsorientierte Mindestsicherung in der Höhe von 800 € und die Einführung einer Vermögenszuwachssteuer. In diesen Punkten setzten sich die Sozialdemokraten zum Teil durch, konnten aber in Fragen Eurofighter und Studiengebühren nicht zu einer Einigung mit der ÖVP gelangen.
Ab dem 11. Januar 2007 stellte die SPÖ nach sieben Jahren Pause wieder den Bundeskanzler (siehe Bundesregierung Gusenbauer). Seit den Nationalratswahlen 2008 stellte die SPÖ, trotz erheblicher Verluste, mit Werner Faymann erneut den Bundeskanzler. Nach dessen Rücktritt am 9. Mai 2016 übernahm Christian Kern dieses Amt, verlor allerdings 2017 nicht nur die Nationalratswahlen 2017, sondern schied nach erfolgter Regierungsbildung der ÖVP mit der FPÖ auch aus der Regierung aus. Seither stellt die SPÖ die größte Fraktion auf der Oppositionsbank im Nationalrat.

## Schweiz

Logo der Sozialdemokratischen Partei der Schweiz

Bevor es zur Gründung der heutigen Sozialdemokratischen Partei der Schweiz kam, wurden im 19. Jahrhundert verschiedene Arbeiterorganisationen wie beispielsweise der Schweizerische Gewerkschaftsbund (1880) und mehrere Parteien sozialdemokratischer Ausrichtung gegründet. Diese Arbeiterparteien hatten aber meist nur kurz Bestand, bis am 21. Oktober 1888 der Schweizerische Arbeitertag die Gründung der Sozialdemokratischen Partei der Schweiz beschloss. Der Berner Albert Steck verfasste das der Demokratie verpflichtete Parteiprogramm, welches revolutionären Bestrebungen absagte, und der ebenfalls aus Bern stammende Alexander Reichel wurde zum ersten Parteipräsidenten gewählt.
Zwei Jahre nach der Gründung der Partei wurde Jakob Vogelsanger als erster Sozialdemokrat in den Nationalrat gewählt. Das gemäßigte Parteiprogramm wurde 1904 am Aarauer Parteitag durch ein von Otto Lang verfasstes marxistisches Programm ersetzt.
Heute stellt die SP die zweitgrößte Fraktion im Schweizer Parlament und ist mit zwei Vertretern an der Regierung beteiligt. Sie hält auch in ihrem neuen Programm an einer „Überwindung des Kapitalismus“ und an der Idee des „demokratischen Sozialismus“ fest.

## Europa
Die Sozialdemokratie war in der zweiten Hälfte des 20. Jahrhunderts neben der Christdemokratie bzw. konservativen Parteien eine der beiden bestimmenden Richtungen in vielen Demokratien Europas, besonders in Skandinavien und Spanien, aber auch phasenweise in Frankreich, Italien und dem Vereinigten Königreich. Als Volksparteien vereinten die ihr zugehörigen Parteien sowohl Elemente des Sozialismus als auch des Liberalismus als zwei der drei klassischen politischen Ausrichtungen. Dabei fand die Sozialdemokratie ihre Wählerschaft vor allem in weniger religiösen und urbanen Milieus sowie innerhalb der Arbeiter, Angestellten und Rentner.
Nach der Jahrtausendwende nahm der Einfluss sozialdemokratischer Parteien in ganz Europa ab, einerseits, weil die Bindekraft ihrer traditionellen Milieus im Zuge zunehmender Individualisierung abnahm oder diese mitunter verschwanden. Andererseits entstanden auch neue politische Mitbewerber wie die programmatisch verwandten grünen Parteien einerseits und die auf klassische sozialdemokratische Wählerschichten zielenden populistischen Parteien andererseits.
In den postsozialistischen Staaten Osteuropas spielt die Sozialdemokratie meist nur eine untergeordnete Rolle, mitunter gingen ihre Parteien aus den vormals sozialistischen Staatsparteien hervor, in anderen Ländern handelt es sich auch um Neugründungen. In Russland und Polen beispielsweise sind sozialdemokratische Parteien politisch bedeutungslos, während etwa in der Slowakei die inhaltliche Ausrichtung (autoritär/nationalistisch) stark von jener in Westeuropa abweicht oder in Rumänien die Sozialdemokratische Partei als korrupt und oligarchisch gilt und in den Augen ihrer Kritiker vor allem der persönlichen Bereicherung ihrer führenden Repräsentanten dient.